# 하라판 방사 경기장
하라판 방사 경기장(인도네시아어: Stadion Harapan Bangsa)은 인도네시아 반다아체에 위치한 축구 경기장이다. 인도네시아 슈퍼리그에 속해 있는 축구 클럽인 페르시라자 반다아체의 홈 구장으로 사용되고 있다.